# 大奥に関する作品の一覧
大奥に関する作品の一覧（おおおくにかんするさくひんのいちらん）は、大奥に関する映像作品や出版物について総覧する。
なお、「大奥」そのものは一般的には徳川将軍家の奥向きについて限定された名称である（詳細は大奥の記事を参照の事）が、大奥シリーズあるいは大奥関連作品として製作されたものについては、徳川将軍家以外の武家の奥向きを題材にした作品についても一部紹介してある。
純粋に歴史的な観点や文化的な観点で製作されたものもある一方で、大奥の存在そのものを性文化的な観点から捉えて作品の背景に用いるケースが多く、作品群には成人向けの内容のものも多い。ポルノ的な描写を含む作品については、一覧中では[※成人向け作品]として特記注を記載。
記事として独立していないものも多いので若干の解説を付したものもあるが、個々の作品の詳細についてはそれぞれ当該の記事を参照の事。
各節での掲載順は公開年月順を基本とする。
※作品（番組・書籍）全体あるいはセクション構成の中の一編として大奥やそれに携わった人物をとりあげた場合のみを対象とする。（単に話題として触れたり会話の中で登場したりする場合や、クイズ形式で出題されただけの場合などは対象外。）

## 解説書・研究書・歴史書
※大奥#明治の大奥もの、大奥#関連書籍に一部記載。

## 小説
- 松本清張『大奥婦女記』（1957年）

## 漫画・コミック
- 池田理代子『春日局 けふぞ火宅を』（1989年）
- よしながふみ『大奥』（2004年 - 2021年）
- 山口譲司『おしとね天繕』（2004年 - 2009年）
- まいたけ『大奥チャカポン!』（2009年 - 2010年）

## 映画

### 東映作品
- 大奥(秘)物語（1967年）
  - 監督：中島貞夫 主なキャスト：佐久間良子、山田五十鈴、藤純子、岸田今日子、小川知子、桜町弘子、久保菜穂子、村井国夫
- 続大奥(秘)物語（1967年）
  - 監督：中島貞夫 主なキャスト：小川知子、緑魔子、桜町弘子、木暮実千代、悠木千帆、東山千栄子、西村晃、宮城千賀子
- 大奥絵巻（1968年）
  - 監督：山下耕作 主なキャスト：佐久間良子、淡島千景、大原麗子、田村高廣、木暮実千代、三益愛子、宮園純子、野添ひとみ
- 徳川女系図（1968年）
  - 主なキャスト：御影京子、吉田輝雄、三浦布美子、喜多川千鶴、應蘭芳、小池朝雄、賀川雪絵、南原宏治、有沢正子、国景子
- エロ将軍と二十一人の愛妾（1972年）[※成人向け作品]
  - 主なキャスト：池玲子
- 大奥浮世風呂（1977年）[※成人向け作品]
  - 主なキャスト：松田英子
- 大奥十八景（1986年）　[※成人向け作品]
  - 主なキャスト：あおい輝彦、辻沢杏子
- 女帝 春日局（1990年）
  - 監督：中島貞夫　主なキャスト：十朱幸代、名取裕子、鳥越マリ、若山富三郎、草笛光子、金田賢一、淡路恵子、吉川十和子
- 大奥（2006年）東映・フジテレビ製作
  - 主なキャスト：仲間由紀恵、高島礼子、浅野ゆう子、松下由樹、西島秀俊、藤田まこと、井川遥、杉田かおる、及川光博

### 日活作品
- 色暦大奥秘話　（1971年）　[※成人向け作品]
  - 監督：林功　出演：小川節子、松井康子、藤めぐみ、森みどり 他
- 続・色暦大奥秘話・淫の舞　（1972年）　[※成人指定作品]
  - 監督：林功　出演：小川節子、秋山ゆり 他
- 色暦大奥秘話・刺青百人競べ　（1972年）　[※成人向け作品]
  - 監督：近藤幸彦　出演：小川節子、原英美、青山美代子 他
- 新・色暦大奥秘話・やわ肌献上　（1972年）　[※成人向け作品]
  - 監督：林功　出演：小川節子、二條朱美、サリー・メイ、青山美代子 他
- 新・色暦大奥秘話・花吹雪おんな事始め　(1973年1月)　[※成人向け作品]
  - 監督：近藤幸彦　出演：小川節子、二條朱美　他
- （秘）大奥外伝・尼寺淫の門　(1973年2月)　[※成人向け作品]
  - 監督：藤井克彦　出演：小川節子、林美樹、宮下順子、花柳幻舟 他
- 新・色暦大奥秘話・愛戯お仕込み処　(1973年6月)　[※成人向け作品]
  - 監督：藤井克彦　出演：小川節子、潤ますみ 他

大奥秘話・晴姿姫ごと絵巻　(1974年1月)　[※成人向け作品]
- 監督：林功 出演：小川節子、二條朱美、宮下順子、中島葵 他

- 徳川の女帝 大奥 （1988年）
  - 主なキャスト：夏八木勲、竹井みどり、成田三樹夫

### 松竹作品
- 絵島生島　（1955年）
  - 主なキャスト：　淡島千景、高峰三枝子、市川海老蔵、尾上松緑、草笛光子、東郷晴子、丹阿弥谷津子、沢村貞子、加東大介
- 大奥　（2010年）
  - 主なキャスト：二宮和也、柴咲コウ
- 大奥〜永遠〜［右衛門佐・綱吉篇］（2012年）
  - 主なキャスト：堺雅人、菅野美穂

### 大映作品
- 千代田城炎上（1959年）
  - 主なキャスト：　新珠三千代、勝新太郎、村田知栄子、角梨枝子、三田登喜子、三島雅夫、千石規子、太田博之、品川隆二

### その他
- 大奥 百花繚乱（2008年、エスピーオー）
  - 監督：山本清史／主演：鈴木裕樹（D-BOYS）、弥香
- 大奥 浮絵悲恋（2008年、エスピーオー）
  - 監督：山本清史／主演：荒木宏文（D-BOYS）、鈴木じゅん

## テレビ作品

### ドラマ
- 徳川の夫人たち 製作・放映：NET（現テレビ朝日） 1967年1月8日から4月2日まで放送。全13話。
  - 出演：佐久間良子、杉村春子、岩崎加根子、稲野和子、宮園純子、小川知子、緑魔子、黒柳徹子、江原真二郎、津坂匡章
- 大奥 ('68) 1968年4月6日から1969年3月29日まで放送。全52話。
  - 出演：藤純子・三田佳子・森光子・有馬稲子・中村玉緒・松山容子・高峰三枝子・左幸子・南田洋子・加賀まりこ・野川由美子・木暮実千代・扇千景・美空ひばり・緑魔子・高森和子・三益愛子・村松英子・石坂浩二・松方弘樹・中山仁・津川雅彦・沢村貞子・天知茂・久保菜穂子・稲垣美穂子・北林谷栄・里見浩太朗・川口浩・佐々木愛・加藤治子・浪花千栄子・池部良・月丘夢路・小山明子・中村竹弥・東千代之介・高田浩吉・荒木道子・細川ちか子・桜町弘子・市川翠扇・水戸光子・河原崎しづ江・丹阿弥谷津子・西村晃・田村高廣・亀井光代・花柳喜章・岩本多代・三浦布美子・月丘千秋・吉田日出子・近藤正臣・寺田農・弓恵子・赤木春恵・高田美和　三條美紀・大塚道子・萬代峰子・中原早苗・小林トシ子・姫ゆり子・長内美那子・日高澄子・小畠絹子・太田博之・山内明・根上淳・左時枝
- 大坂城の女 製作・放映：フジテレビ系（関西テレビ製作） 1970年1月3日から9月26日まで放送
  - 出演：藤純子・八千草薫・三田佳子・加賀まりこ・木暮実千代・三益愛子・進藤英太郎・浜木綿子・渡辺美佐子・中村玉緒・村井国夫・田村高廣・山形勲・月丘夢路・村松英子・十朱幸代・山本陽子・宇津宮雅代・土田早苗・松山英太郎・高田美和・野川由美子・賀川雪絵・志村喬・三條美紀・藤田弓子・中村竹弥・荒木道子・宮園純子・沢村貞子・桜町弘子・江夏夕子・長内美那子・高橋長英・荒木道子・御木本伸介・江夏夕子・真屋順子・細川俊之・土田嘉男・加藤武・菊ひろ子・岩井友見・藤田弓子・藤田佳子・北林早苗・北城真記子
- 徳川おんな絵巻 製作・放映：フジテレビ系（関西テレビ製作） 1970年10月3日〜1971年9月25日まで放送。60分全52話
  - 出演：藤純子・美空ひばり・浅丘ルリ子・岡田茉莉子・三田佳子・八千草薫・中村玉緒・江利チエミ・倍賞美津子・野川由美子・上月晃・加賀まりこ・山本陽子・十朱幸代・淡島千景・朝丘雪路・森光子・大原麗子・松原智恵子・安田道代・林美智子・南田洋子・里見浩太朗・緒形拳・石坂浩二・月丘夢路・木暮実千代・中村扇雀・長門裕之・川崎敬三・橋幸夫・水野久美・武原英子・高橋幸治・あおい輝彦・川口晶・加藤治子・清川虹子・栗塚旭・伊吹吾郎・津川雅彦・中尾彬・高田美和・大信田礼子・河内桃子・松方弘樹・大出俊・近藤十四郎・高森和子・中原早苗・三條美紀・大塚道子・伊藤雄之助・目黒祐樹・杉良太郎・中山仁・江原真二郎・古城都・田村正和・白木マリ・稲野和子・北城真記子
  - ※「大奥('68)」、「大坂城の女」、「徳川おんな絵巻」の三部作は後に大奥シリーズと呼ばれた。
- 絵島生島 製作・放映：東京12チャンネル（現テレビ東京） 1971年10月2日から12月25日まで放送。全13話。主演：有馬稲子
- 怪談シリーズ 第8話「怪談 大奥あかずの間」 毎日放送・歌舞伎座テレビ室製作、毎日放送系列放映 1972年。
  - 主演：扇千景
- 徳川の夫人たち（フジテレビ「ライオン奥さま劇場」）1974年、
  - 出演：生田悦子・中村嘉葎雄・高杉早苗
- 日本名作怪談劇場 第2話 怪談大奥(秘)不開の間「呪いの部屋に潜む二百年の怨念」東京12チャンネル・歌舞伎座テレビ製作 東京12チャンネル系列放映 1979年
- 徳川の女たち 製作・放映：フジテレビ系 “昼メロ”「ライオン奥様劇場」枠 1980年4月14日 - 7月4日まで放送。30分全60話（一部〜三部）
  - 出演：松尾嘉代・中村玉緒・木暮実千代・久保菜穂子・小山明子・吉沢京子・加茂さくらなど
- 傑作怪談シリーズ　第4話「大奥悪霊の館　眠った死霊はよみがえり、女の血を呼ぶ恐怖の夜」 フジテレビ系 1981年
- 大奥 ('83) 1983年4月5日から1984年3月27日まで放送。全51話。
  - 出演：栗原小巻・司葉子・山田五十鈴・中野良子・いしだあゆみ・渡辺美佐子・高峰三枝子・淡島千景・草笛光子・加賀まりこ・梶芽衣子・沖雅也・坂口良子・藤真利子・ミヤコ蝶々・丘みつ子・原田美枝子・津川雅彦・松方弘樹・若山富三郎・丹波哲郎・月丘夢路・江波杏子・田中健・西郷輝彦・大谷直子・石田えり・大空眞弓・あおい輝彦・片平なぎさ・泉ピン子・樫山文枝・萬田久子・乙羽信子・桜田淳子・市毛良枝・かたせ梨乃・星野知子・叶和貴子・津島恵子・小林麻美・三林京子・野際陽子・藤吉久美子・田中好子・佐藤友美・細川俊之・長門裕之・白石加代子・園佳代子・水沢アキ・大場久美子・岡本富士太・平淑恵・神崎愛・星由里子・本郷功次郎・中村メイコ・浅茅陽子・中村嘉葎雄・ジュディオング・宝生あやこ・京唄子・高森和子・春川ますみ・宮園純子・中原早苗・加茂さくら・三原順子・田村高廣・平幹二朗・丹阿弥谷津子・水野久美・田中美佐子・三ツ矢歌子・沖田浩之・長門勇・芦屋雁之助・鹿賀丈史・竹本孝之・石野真子・西川峰子・斉藤慶子・浅茅陽子・宮下順子・中原ひとみ・山田邦子・馬渕晴子
- 夏の怪談シリーズ 第4話「大奥妖霊の墓」フジテレビ系列放映 1984年7月
- 花のこころ 1985年10月6日 TBS・東芝日曜劇場1500回記念。
  - 出演：大原麗子・森光子・石坂浩二・佐久間良子・池内淳子など。
- 年末時代劇スペシャル『ねずみ小僧次郎吉 勢揃い菊五郎劇団!!世直し義賊大奥秘話』 : 監督山下耕作、C.A.L/TBSテレビ、1992年12月25日放映
- 大奥 ('03) 製作：フジテレビ。2003年6月3日から8月19日まで放送。全11話。
  - 出演：菅野美穂、浅野ゆう子、野際陽子、安達祐実、北村一輝、原田龍二、池脇千鶴、葛山信吾、木村多江、岡田義徳岡まゆみ、鷲尾真知子、金子貴俊、小松みゆき、久保田磨希、山口香緒里、水川あさみ、鶴田忍、本田博太郎、山口馬木也、山田スミ子、紅萬子、栗田よう子、木下ほうか、山崎銀之丞、岸田今日子
- 大奥スペシャル～幕末の女たち～ 製作：フジテレビ。2004年3月26日放送。
  - 出演：菅野美穂、浅野ゆう子、北村一輝、野際陽子、大杉漣、星野真里、とよた真帆、神木隆之介、鈴木砂羽、金子貴俊、鶴田忍、佳那晃子
- 大奥〜第一章〜 製作：フジテレビ。2004年10月7日から12月16日まで放送。全11話。
  - 出演：松下由樹、高島礼子、西島秀俊、木村多江、瀬戸朝香、渡辺いっけい、藤田まこと、宇津宮雅代、京野ことみ、星野真里、梶芽衣子、雛形あきこ、野波麻帆、鷲尾真知子、金子昇
- 大奥〜華の乱〜 製作：フジテレビ。2005年10月13日から12月22日まで放送。全10話。
  - 出演：内山理名、藤原紀香、谷原章介、高岡早紀、江波杏子、小池栄子、北村一輝、余貴美子、貫地谷しほり、萬田久子、中山忍、火野正平、田辺誠一、平泉成、大杉漣、鷲尾真知子
- 大奥スペシャル〜もうひとつの物語〜　製作：フジテレビ。2006年12月29日放送。
  - 出演：深田恭子、浅野ゆう子、高島礼子、松下由樹、井川遥、木村多江､ 貫地谷しほり、谷原章介、鷲尾真知子、星野真里、黒田福美、山崎銀之丞、高岡蒼佑、小松みゆき、久保田磨希、山口香緒里
- 大奥〜誕生［有功・家光篇］ 製作：TBS、2012年10月12日から放送。
  - 出演：堺雅人、多部未華子、麻生祐未、内藤剛志、窪田正孝
- 大奥 製作：フジテレビ。2016年1月22日放送「第一部　最凶の女」、1月29日放送「第二部　悲劇の姉妹」
  - 出演：沢尻エリカ、成宮寛貴、浅野ゆう子　蓮佛美沙子、金子昇、板尾創路、田中要次、温水洋一、鷲尾真知子、光浦靖子、鮎川太陽
- 大奥 最終章 製作：フジテレビ。2019年3月25日 放送。
  - 出演：木村文乃、大沢たかお、松坂慶子、鈴木保奈美、小池栄子、南野陽子、谷原章介、北村一輝、浅野ゆう子、木下ほうか、竹中直人、葛山信吾、本田博太郎、鷲尾真知子、浜辺美波、金田明夫、小松みゆき 語り：仲間由紀恵
- 大奥 制作：NHK（ドラマ10）。2023年1月10日から放送。

### NHK大河ドラマ
（出演者は大奥に関連した役）
- 「元禄太平記」 1975年 出演：石坂浩二、若尾文子、中野良子、草笛光子、細川ちか子、芦田伸介、初井言栄、南風洋子
- 「春日局」 1989年 出演：大原麗子、長山藍子、中村雅俊、若村麻由美、中田喜子、東てる美、和田幾子、江口洋介、草村礼子、浅利香津代
- 「翔ぶが如く」 1990年 出演：西田敏行、富司純子、樹木希林、鈴木京香、新橋耐子
- 「八代将軍吉宗」 1995年 出演：西田敏行、津川雅彦、草笛光子、中田喜子、松原智恵子、夏木マリ、名取裕子、あべ静江、藤村志保、中村メイコ、黒木瞳、細川ふみえ、藤間紫、斉藤由貴、床嶋佳子、細川俊之、山田邦子、鷲尾真知子、松原千明、寺島しのぶ、五月みどり
- 「徳川慶喜」 1998年 出演：本木雅弘、深津絵里、山本陽子、佐々木すみ江、園佳代子、小橋めぐみ、進藤健太郎
- 「元禄繚乱」 1999年 出演：京マチ子、萩原健一、村上弘明、鈴木保奈美、涼風真世、鈴木砂羽、阿知波悟美、広田レオナ
- 「葵 徳川三代」 2000年 出演：岩下志麻、西田敏行、樹木希林、波乃久里子、酒井美紀、三林京子、高橋かおり、仲間由紀恵、大河内桃子
- 「篤姫」 2008年 出演：宮﨑あおい、堺雅人、松田翔太、堀北真希、高畑淳子、若村麻由美、星由里子、稲森いずみ、松坂慶子、鶴田真由、岩井友見、余貴美子、高橋由美子、中村メイコ、中嶋朋子、宮地雅子、佐藤藍子、中村梅雀、草刈正雄、竹本聡子
- 「江〜姫たちの戦国〜」 2011年 出演：上野樹里、向井理、加賀まりこ、水川あさみ、宮地雅子、芦田愛菜、富田靖子、忽那汐里
- 「西郷どん」 2018年 出演：鈴木亮平、北川景子、泉ピン子、南野陽子、猫背椿

### バラエティー
- NHKプレミアム　英雄たちの選択スペシャル　2019年６月15日「大奥贈答品日記」
  - 大奥のその最後の最高権力者として知られる「瀧山」の日記が見つかった。 ６か月にわたり徹底調査、天璋院や和宮、歴代将軍など幕末の要人と瀧山の間で贈り贈られた「貢物」の記録だった。 閉ざされた女だけの空間でどんな贈り物がどんな目的で行き交っていたのか？日記の行間からは、男たちの政治の世界とつながり暗躍する女性の姿が。
- NHK総合　歴史秘話ヒストリア
  - ○2010年6月9日 大奥の秘密〜出世の花道を生きた女たち〜
  - ○2012年2月8日 大奥シンデレラ・ストーリー〜将軍の母・桂昌院　元祖「玉の輿」物語〜
  - ○2013年7月17日 大奥の母・名宝に込められた物語〜春日局と将軍家光の絆〜
  - ○2013年12月13日 悲劇の女・和〜大奥に花開いた愛のゆくえ〜
  - ○2016年5月6日 愛と悲しみの大奥物語

○2017年6月16日 大奥ロイヤルウェディング　篤姫と和宮と運命のプリンス
- ＮＨＫ総合　タイムスクープハンター　2012年12月28日　「てんてこ舞い大奥歳末始末記」　出演：要潤
- その時歴史が動いた（第4回）　幕末のプリンセス・日本を救う 〜皇女和宮の悲願〜
  - NHK製作 2000年4月19日初回放映
- その時歴史が動いた（第48回）　春日局　徳川家康を動かす 〜戦国女性・太平の世への願い〜
  - NHK製作　2001年4月18日初回放映
- 超歴史ミステリーロマン　大奥　幕府が封印した女性たちの歴史完全解明
  - テレビ東京製作　2005年12月23日
  - 再現ドラマ仕立てを織り交ぜて江戸期全般の大奥にまつわる諸説の謎を解説・追求する。
  - ドラマ部のキャスト：和泉元彌（織田信長）、原田大二郎（天海）、東てる美（春日局）、斉藤陽子（月光院）、木之元亮（田沼意次）、大西結花（お知保）、新宮乙矢（生島新五郎）、成國英範（徳川吉宗）
- 日立 世界・ふしぎ発見! 第952回 皇女和宮 君ありてこそ
  - TBS 2006年3月4日 21:00 - 21:54
- その時歴史が動いた（第249回） 大奥 悲しみの果てに 〜徳川家宣正室 天英院煕子の生涯〜
  - NHK製作　2006年4月12日初回放映
- 映画「大奥」メイキング
  - フジテレビ 2006年12月16日14:30 - 15:15（フジテレビ721では2006年12月3日 22:30 - 23:00で先行放送）
- 映画「大奥」初日舞台挨拶
  - フジテレビ721・時代劇専門チャンネル共同企画 2006年12月23日 12:00 - 14:00（初回放送は両チャンネルで生中継。時代劇専門チャンネル放送では他に出演者録画インタビュー放送あり）
- 超歴史ミステリーロマン　大奥II　歴史的大事件を引き起こした女性たちの陰謀
  - テレビ東京製作　2006年12月26日 20:54 - 22:48
  - 「超歴史ミステリーロマン 大奥」のPart.2として製作
  - ドラマ部のキャスト：Part.1での使いまわし分として、東てる美（春日局）、新規撮影分として、星野真里（和宮）、水野裕子（徳川家重）、秋野暢子（鷹司信子）
- 男おばさん年末30分スペシャル　大奥特集
  - フジテレビ製作　2006年12月27日 2:55 - 3:25
  - 映画「大奥」と同局放送予定の「大奥スペシャル〜もう一つの物語〜」、舞台「大奥」の宣伝特集
  - ゲスト：奥女中役で出演の3人（鷲尾真知子、山口香緒里、久保田磨希）。他に主演の仲間由紀恵のインタビューなど
- その時歴史が動いた（第286回）大奥 華（はな）にも意地あり 〜江戸城無血開城・天璋院篤姫〜
  - NHK製作　2007年4月25日初回放送
- 超歴史ミステリーロマン 大奥III 幕府を創り幕府を潰した女たちの陰謀
  - テレビ東京製作　2007年12月19日 21:00 - 22:48
  - 「超歴史ミステリーロマン　大奥」のPart.3として製作　（「超歴史ミステリーロマン」シリーズ第5弾である旨が番組情報誌などでは報じられたが番組内では触れられていない。）
  - ドラマ部のキャスト：Part.1,2での使いまわし分として、和泉元彌（織田信長）、原田大二郎（天海）、東てる美（春日局）、斉藤陽子（月光院）、秋野暢子（信子）、新規撮影分として、前田敦子（竹姫）、杉浦太陽（吉宗）、藤田朋子（篤姫・天璋院）
- 日立 世界・ふしぎ発見!（第1159回）江戸三百年の光と影 大奥
  - TBS製作 2010年9月11日 21:00 - 21:54
- 女たちの裏日本史
  - テレビ東京製作　2010年10月25日 20:00 - 21:54
※大奥そのものがメインテーマではないが、戦国末期〜江戸初期の春日局編以外は大奥がらみが題材（大奥創設編・篤姫、和宮編など）として取り上げられている。

## アダルトビデオ
- 江戸城 大奥綺譚 大乱淫蕩絵巻 [※成人向け作品]
  - 演：吉行由実、林由美香、河井まどか、工藤翔子（1998年）
- 大奥 淫の乱 花びら燃ゆ [※成人向け作品]
  - 演：吉沢明歩、みひろ、風間恭子、みずなあんり、紫彩乃、華沢レモン、海老原しのぶ、宮地奈々 （2006年）MAX-A製作
- 大奥 蕾の乱 明日への契り [※成人向け作品]
  - 演：みひろ、みずなあんり、白鳥るり、しのざきさとみ、華沢レモン、風間恭子、海老原しのぶ、宮地奈々 （2006年）MAX-A製作

## ゲーム
- 大奥記：PS2用ソフト
- 大奥：モバゲータウンアプリ。2000年代に放送されたフジテレビのドラマシリーズ大奥  をベースにしている
- 乙女★ヒミツの大奥：Yahoo!ケータイ向けアプリ。『ヒミツの大奥』の題でニンテンドーDSiウェアとしても配信。

## 補足
1. ↑  当記事は学術書や学術作品の要覧ではなく、それぞれの作品の内容についての定義や批評も目的としてはおらず、関連した作品はすべて対象にしている。